# Lipsothrix mirabilis
Lipsothrix mirabilis är en tvåvingeart som beskrevs av Alexander 1940. Lipsothrix mirabilis ingår i släktet Lipsothrix och familjen småharkrankar. Inga underarter finns listade i Catalogue of Life.